# Africa Cup 2012
L’Africa Cup 2012 (in inglese 2012 Africa Cup, in francese Coupe d'Afrique 2012, in afrikaans Rugby Afrikabeker 2012) fu la 12ª edizione della Coppa d'Africa di rugby a 15; strutturata a divisioni di merito e contesa tra 13 squadre nazionali africane, si disputò a luglio 2012 in varie sedi a seconda della divisione.
La prima divisione A, che assegnava il titolo di campione d'Africa, si tenne a Jemmal, in Tunisia, dal 10 al 14 luglio 2012 e fu contesa tra 4 squadre che si affrontarono con il metodo dell'eliminazione diretta; la perdente della finale per il terzo posto sarebbe stata retrocessa in prima divisione B; questa si svolse con lo stesso meccanismo ad Antananarivo in Madagascar dal 4 all'8 luglio 2012 e la sua vincitrice fu promossa in divisione 1.A mentre la quarta classificata retrocedette in divisione 1.C.
Infine, la divisione 1.C si tenne a Gaborone, in Botswana, tra cinque squadre con un tipo particolare di girone in cui ogni squadra avrebbe affrontato solo due delle avversarie; la prima classificata guadagnò la promozione in divisione 1.B.
Le due divisioni inferiori del campionato servirono anche come primo turno delle qualificazioni africane alla Coppa del Mondo 2015: infatti la vincente di ciascuna di esse, progredendo nella divisione superiore, continuò a prendere parte ai tornei utili alla qualificazione, che per il 2013 erano la divisione 1.A e 1.B del torneo.
Il primo incontro di qualificazione africana fu il 4 luglio 2012, giorno delle semifinali della divisione 1.B ad Antananarivo.
Vincitrice del torneo fu lo Zimbabwe, al suo primo titolo continentale, mentre invece la Tunisia retrocedette in divisione 1.B; il Madagascar accedette alla divisione superiore mentre il Marocco uscì dalle qualificazioni, essendo stato retrocesso in divisione 1.C; infine il Botswana, con la promozione in divisione 1.B, si assicurò anche la permanenza al secondo turno di qualificazione alla Coppa.

## Divisione 1.A
|  | Semifinali | Semifinali | Semifinali |        |          | Finale          | Finale          | Finale          |  |
|  |            |            |            |        |          |                 |                 |                 |  |
|  | Tunisia    | Tunisia    | 14         |        |          |                 |                 |                 |  |
|  | Tunisia    | Tunisia    | 14         |        |          |                 |                 |                 |  |
|  | Zimbabwe   | Zimbabwe   | 30         |        |          |                 |                 |                 |  |
|  | Zimbabwe   | Zimbabwe   | 30         |        | Zimbabwe | Zimbabwe        | 22              |                 |  |
|  |            |            |            |        | Zimbabwe | Zimbabwe        | 22              |                 |  |
|  |            |            | Uganda     | Uganda | 18       |                 |                 |                 |  |
|  | Kenya      | Kenya      | Uganda     | Uganda | 18       | 19              |                 |                 |  |
|  | Kenya      | Kenya      |            |        |          | 19              |                 |                 |  |
|  | Uganda     | Uganda     | 21         |        |          | Finale 3º posto | Finale 3º posto | Finale 3º posto |  |
|  | Uganda     | Uganda     | 21         |        |          |                 |                 |                 |  |
|  |            |            |            |        |          |                 |                 |                 |  |
|  |            |            |            |        |          | Tunisia         | Tunisia         | 24              |  |
|  |            |            |            |        |          | Tunisia         | Tunisia         | 24              |  |
|  |            |            |            |        |          | Kenya           | Kenya           | 31              |  |

### Semifinali
| Arbitro: | Cyril Lafon |

|                |      |                                     |
| Zegden 29’     | mt   | 11’ Terraira 52’ Chiwanza 72’ Laiko |
|                | tr   | 11’, 52’, 72’ Tambwera              |
| Selim 28’, 43’ | c.p. | 8’, 16’, 60’ Tambwera               |
| Chemssedin 38’ | drop |                                     |

| Arbitro: | Arnaud Blondel |

|                                  |      |                     |
| Adicas 22’ Opngo 60’             | mt   | 14’ Ymutai 70’ Ouma |
| Kihene 22’                       | tr   |                     |
| Tumosme 50’ Kihene 56’ Benoh 77’ | c.p. | 47’ Kochew 69’ Mose |
|                                  | drop | 20’ Kochew          |

### Finale per il 3º posto
| Arbitro: | Arnaud Blondel |

|                         |      |                                             |
| Houssen 11’ Gmir 58’    | mt   | 4’ Mose 39’ Ajimo 52’, 77’ Onyango 67’ Ouma |
| Heithem 33’             | tr   | 4’ Mose 39’, 52’ Jenis                      |
| Salim 11’, 73’          | c.p. |                                             |
| Kais 17’ Chemssedin 41’ | drop |                                             |

### Finale
| Arbitro: | Cyril Lafon |

|                                  |      |                      |
| Karuru 53’                       | mt   | 70’ Lubeka 77’ Olwet |
| Tambwera 53’                     | tr   | 77’ Kiza             |
| Tambwera 11’, 31’, 46’, 59’, 63’ | c.p. | 48’, 66’ Kihene      |

## Divisione 1.B
|  | Semifinali | Semifinali | Semifinali |         |            | Finale          | Finale          | Finale          |  |
|  |            |            |            |         |            |                 |                 |                 |  |
|  | Madagascar | Madagascar | 35         |         |            |                 |                 |                 |  |
|  | Madagascar | Madagascar | 35         |         |            |                 |                 |                 |  |
|  | Marocco    | Marocco    | 28         |         |            |                 |                 |                 |  |
|  | Marocco    | Marocco    | 28         |         | Madagascar | Madagascar      | 57              |                 |  |
|  |            |            |            |         | Madagascar | Madagascar      | 57              |                 |  |
|  |            |            | Namibia    | Namibia | 54         |                 |                 |                 |  |
|  | Namibia    | Namibia    | Namibia    | Namibia | 54         | 20              |                 |                 |  |
|  | Namibia    | Namibia    |            |         |            | 20              |                 |                 |  |
|  | Senegal    | Senegal    | 18         |         |            | Finale 3º posto | Finale 3º posto | Finale 3º posto |  |
|  | Senegal    | Senegal    | 18         |         |            |                 |                 |                 |  |
|  |            |            |            |         |            |                 |                 |                 |  |
|  |            |            |            |         |            | Marocco         | Marocco         | 25              |  |
|  |            |            |            |         |            | Marocco         | Marocco         | 25              |  |
|  |            |            |            |         |            | Senegal         | Senegal         | 26              |  |

### Semifinali
| Antananarivo 4 luglio 2012, ore 13 UTC+3 | Madagascar     | 35 – 28 referto | Marocco | Mahamasina Stadium (35 000 spett.)\| Arbitro: \| Lesego Legoete \| |
| Arbitro:                                 | Lesego Legoete |                 |         |                                                                    |

| Antananarivo 4 luglio 2012, ore 15 UTC+3 | Namibia       | 20 – 18 referto | Senegal | Mahamasina Stadium (35 000 spett.)\| Arbitro: \| Mark Lawrence \| |
| Arbitro:                                 | Mark Lawrence |                 |         |                                                                   |

### Finale per il 3º posto
| Antananarivo 8 luglio 2012, ore 13 UTC+3 | Senegal        | 26 – 25 referto | Marocco | Mahamasina Stadium (40 000 spett.)\| Arbitro: \| Lesego Legoete \| |
| Arbitro:                                 | Lesego Legoete |                 |         |                                                                    |

### Finale
| Arbitro: | Mark Lawrence |

| |      |                                                                                        |
| Nirina 2’ Rakotoarimanana 12’, 18’, 78’ Rakotoarisoa Harison 40’, 80+1’ Rakotoarisoa 86’ Rabearilala 100+1’ | mt   | 21’ Stoop 35’ Redelinghuys 43’, 65’ Esterhuysen 48’ Botha 66’ Human 72’ Bouwer 82’ Nel |
| Rakotoarisoa Harison 7’, 18’, 78’, 86’, 100+1’ Rakotoarimanana 40’, 80+1’                                   | tr   | 21’, 35’, 66’, 72’ Kotze                                                               |
| Rakotoarimanana 31’                                                                                         | c.p. | 98’ Kotze                                                                              |
| | drop | 85’ Jantjies                                                                           |

## Divisione 1.C
| Gaborone 22 luglio 2012, ore 14 UTC+2 | Mauritius    | 26 – 22 referto | Nigeria | UB Stadium\| Arbitro: \| Denis Anguyo \| |
| Arbitro:                              | Denis Anguyo |                 |         |                                          |

| Gaborone 22 luglio 2012, ore 16 UTC+2 | Botswana        | 23 – 15 referto | Zambia | UB Stadium\| Arbitro: \| Gabriel Masenda \| |
| Arbitro:                              | Gabriel Masenda |                 |        |                                             |

| Gaborone 25 luglio 2012, ore 16 UTC+2 | Costa d'Avorio   | 29 – 17 referto | Nigeria | UB Stadium\| Arbitro: \| Emmanuel Masinki \| |
| Arbitro:                              | Emmanuel Masinki |                 |         |                                              |

| Gaborone 28 luglio 2012, ore 14 UTC+2 | Costa d'Avorio   | 24 – 18 referto | Zambia | UB Stadium\| Arbitro: \| Emmanuel Masinki \| |
| Arbitro:                              | Emmanuel Masinki |                 |        |                                              |

| Gaborone 28 luglio 2012, ore 16 UTC+2 | Botswana      | 25 – 14 referto | Mauritius | UB Stadium\| Arbitro: \| Andrew Karani \| |
| Arbitro:                              | Andrew Karani |                 |           |                                           |

### Classifica
|  | Squadra        | G | V | N | P | P+ | P- | diff. | PT |
|  | -------------- | - | - | - | - | -- | -- | ----- | -- |
|  | Botswana       | 2 | 2 | 0 | 0 | 48 | 29 | +19   | 4  |
|  | Costa d'Avorio | 2 | 2 | 0 | 0 | 53 | 35 | +18   | 4  |
|  | Mauritius      | 2 | 1 | 0 | 1 | 40 | 47 | -7    | 2  |
|  | Zambia         | 2 | 0 | 0 | 2 | 33 | 47 | -14   | 0  |
|  | Nigeria        | 2 | 0 | 0 | 2 | 39 | 55 | -16   | 0  |